# Piper angamarcanum
Piper angamarcanum är en pepparväxtart som beskrevs av Sod. och C. Dc.. Piper angamarcanum ingår i släktet Piper och familjen pepparväxter. Inga underarter finns listade i Catalogue of Life.